# てのひら怪談
『てのひら怪談』（てのひらかいだん）は、800字の掌編怪談作品集シリーズ。
2007年から2012年まではポプラ社・ポプラ文庫刊。2013年からMF文庫ダ・ヴィンチ刊。

## 概要
2003年から2011年まで開催されていたビーケーワン怪談大賞（オンライン書店ビーケーワンが主催）と、2012年に開催されたてのひら怪談大賞（てのひら怪談実行委員会と『Mei（冥）』が共催）で一般公募された作品の中から、選考委員である加門七海、福澤徹三、東雅夫が選んだ優秀作品・入選作品の約100編が各巻に収録された。
収録作家には黒史郎、勝山海百合、岡部えつ、田辺青蛙、朱雀門出、黒木あるじなど、後にプロデビューする作家を何人も輩出した。
2007年には、「西荻」をテーマにした掌編怪談を募集する「西荻てのひら怪談」が開催された。選考委員は、穂村弘、北尾トロ、東雅夫、斉藤尚美。入選作品はカードブックとなり販売されたが、書籍化はされていない。
2015年には、「大阪」をテーマにした掌編怪談を募集する「大阪てのひら怪談」が開催された。選考委員は、田辺青蛙、酉島伝法、東雅夫、牧野修、山下昇平。『てのひら怪談』シリーズの装丁画を担当する山下昇平が応募作品すべてに挿絵を描き下ろし、SUNABAギャラリーにて展示、販売された。2016年に第2回が開催。
2016年には、「尾道」をテーマにした掌編怪談を募集する「尾道てのひら怪談」が開催。選考委員は、東雅夫、光原百合、小畑拓也、原卓史、林良司。尾道市立大学美術学科有志が応募作品すべてのイメージイラストを制作し、尾道市立中央図書館に展示される。

### 出版経緯
第4回ビーケーワン怪談大賞の応募作の水準が著しく高かったため、選者の一人である東雅夫が単行本化を目指したいと自身のブログで表明したところ、『八本脚の蝶』（二階堂奥歯著）の編集制作を通じて東と親交があった、ポプラ社の編集者・斉藤尚美が即座に応じて、出版が実現した。「てのひら怪談」のネーミングは、斉藤の発案によるという。

## 一般公募
- ビーケーワン怪談大賞（2003年 - 2011年）
- てのひら怪談大賞（2012年）
- 西荻てのひら怪談（2007年）
- 大阪てのひら怪談（2015年 - ）
- 尾道てのひら怪談（2016年 - ）

## 書籍リスト
加門七海・福澤徹三・東雅夫 編
- てのひら怪談1 ビーケーワン怪談大賞傑作選（2007年2月、ポプラ社）
  - 【改題】てのひら怪談 ビーケーワン怪談大賞傑作選（2008年6月、ポプラ文庫）
- てのひら怪談2 ビーケーワン怪談大賞傑作選（2007年12月、ポプラ社）
  - 【改題】てのひら怪談 己丑 ビーケーワン怪談大賞傑作選（2009年6月、ポプラ文庫）
- てのひら怪談 庚寅 ビーケーワン怪談大賞傑作選（2010年6月、ポプラ文庫）
- てのひら怪談 辛卯 ビーケーワン怪談大賞傑作選（2011年5月、ポプラ文庫）
- てのひら怪談 壬辰 ビーケーワン怪談大賞傑作選（2012年5月、ポプラ文庫）
- てのひら怪談 癸巳（2013年12月、MF文庫ダ・ヴィンチ）

### その他
- てのひら怪談 百怪繚乱篇 ビーケーワン怪談大賞傑作選（2008年6月、ポプラ社）
- 文豪てのひら怪談（東雅夫 編、2009年8月、ポプラ文庫）